# Jane és a sárkány
A Jane és a sárkány (angolul: Jane and the Dragon) kanadai/új-zélandi gyermekeknek szóló animációs sorozat. A műsor számítógépes (CGI) animációval rendelkezik. A "Weta Workshop" fejlesztette ki. A produkció az azonos című könyv alapján készült.
A sorozat a két címszereplőről szól, akik különböző kalandokba keverednek. Jane egy lovag, akinek a legjobb barátja egy sárkány. Az epizódok alatt különböző gyerekműsorokra jellemző témák is megjelennek, mint a barátság vagy a bátorság.
Külföldön több tévécsatorna is vetítette. Eredetileg 2005. október 15-től 2006. augusztus 12-ig ment. Magyarországon a Minimax mutatta be 2006-2007 táján. A műsor 1 évadot élt meg 26 epizóddal. 23 perces egy epizód.